# Cmentarz wojenny w Drozdowie
Cmentarz wojenny w Drozdowie – cmentarz z I wojny światowej położony na terenie wsi Drozdowo, w gminie Orzysz, w powiecie piskim, w województwie warmińsko-mazurskim. 

## Położenie
Nekropolia założona na planie prostokąta jest zlokalizowana bezpośrednio przy południowej stronie szosy z Orzysza do Mikołajek (droga krajowa nr 16). Stanowi północną część miejscowego cmentarza ewangelickiego.

## Opis
Cmentarz ogrodzono płotem drewnianym na słupach betonowych z bramą z kamienia polnego. W centralnej części założenia stoi pomnik z kamienia polnego z żelaznym krzyżem i napisem: Freund und feind / im Tode vereint!. Przed pomnikiem (w centrum) zlokalizowano siedem kwater, w których pochowani są żołnierze armii niemieckiej (nagrobki betonowe). Żołnierze armii rosyjskiej pochowani są w kwaterach umieszczonych wzdłuż południowego, północnego i zachodniego ogrodzenia (siedem nagrobków wzdłuż południowego i północnego płotu). Pozostali Rosjanie (20 osób) spoczywają w mogile zbiorowej przy zachodnim płocie. Są to żołnierze 27. Syberyjskiego Regimentu Strzelców. Wszystkie pomniki nagrobne wykonano z betonu (wyryte nazwiska, przynależność i daty śmierci, często przybliżone), a groby obłożono kamieniem polnym. 
Na cmentarzu łącznie spoczywa 46 wojskowych: 11 Niemców i 35 Rosjan.
Cmentarz znajduje się w gminnej ewidencji zabytków. Numer karty ewidencyjnej w archiwum Wojewódzkiego Konserwatora Zabytków: 1388.

## Galeria

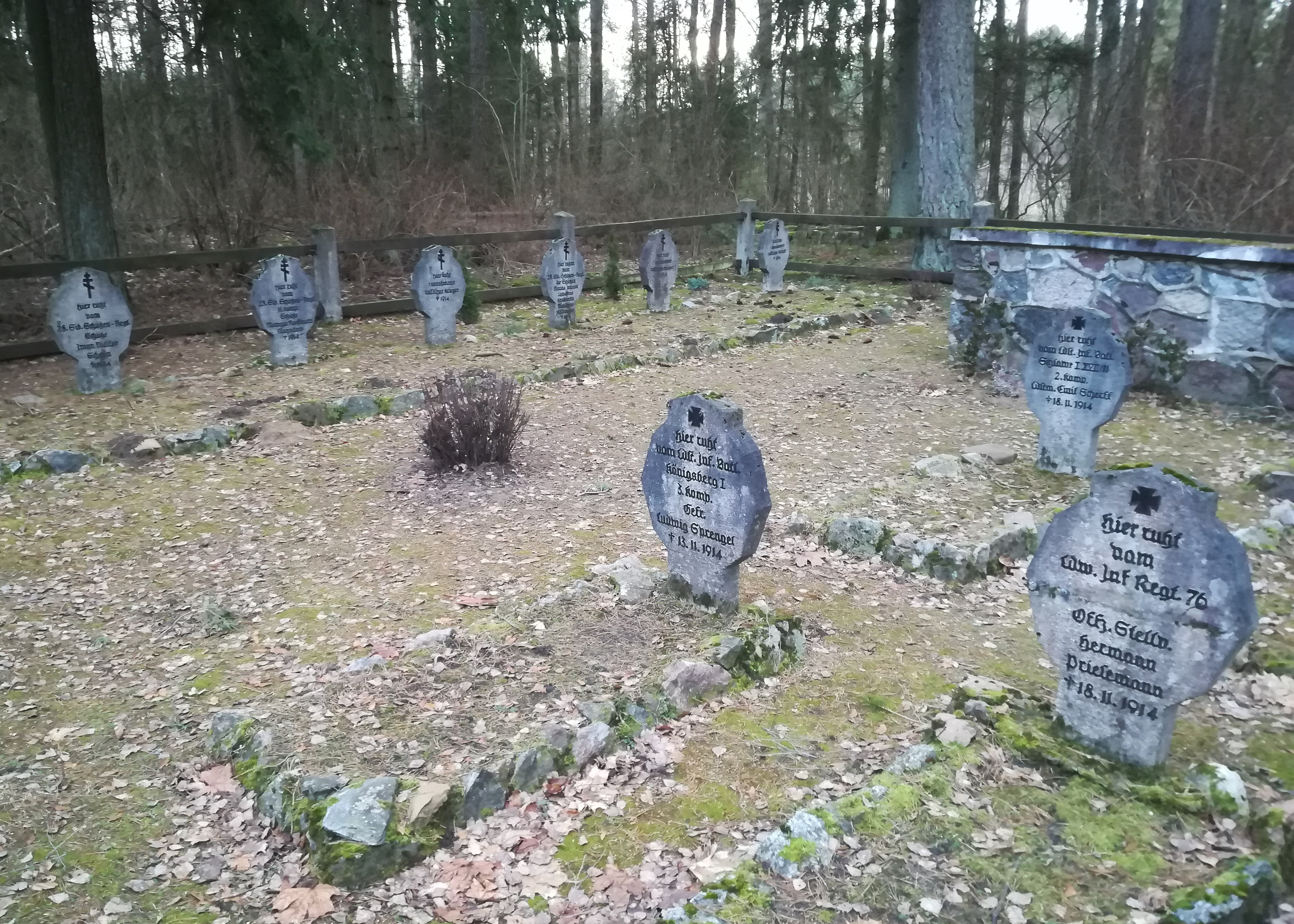
Groby rosyjskie przy płocie i niemieckie w centrum
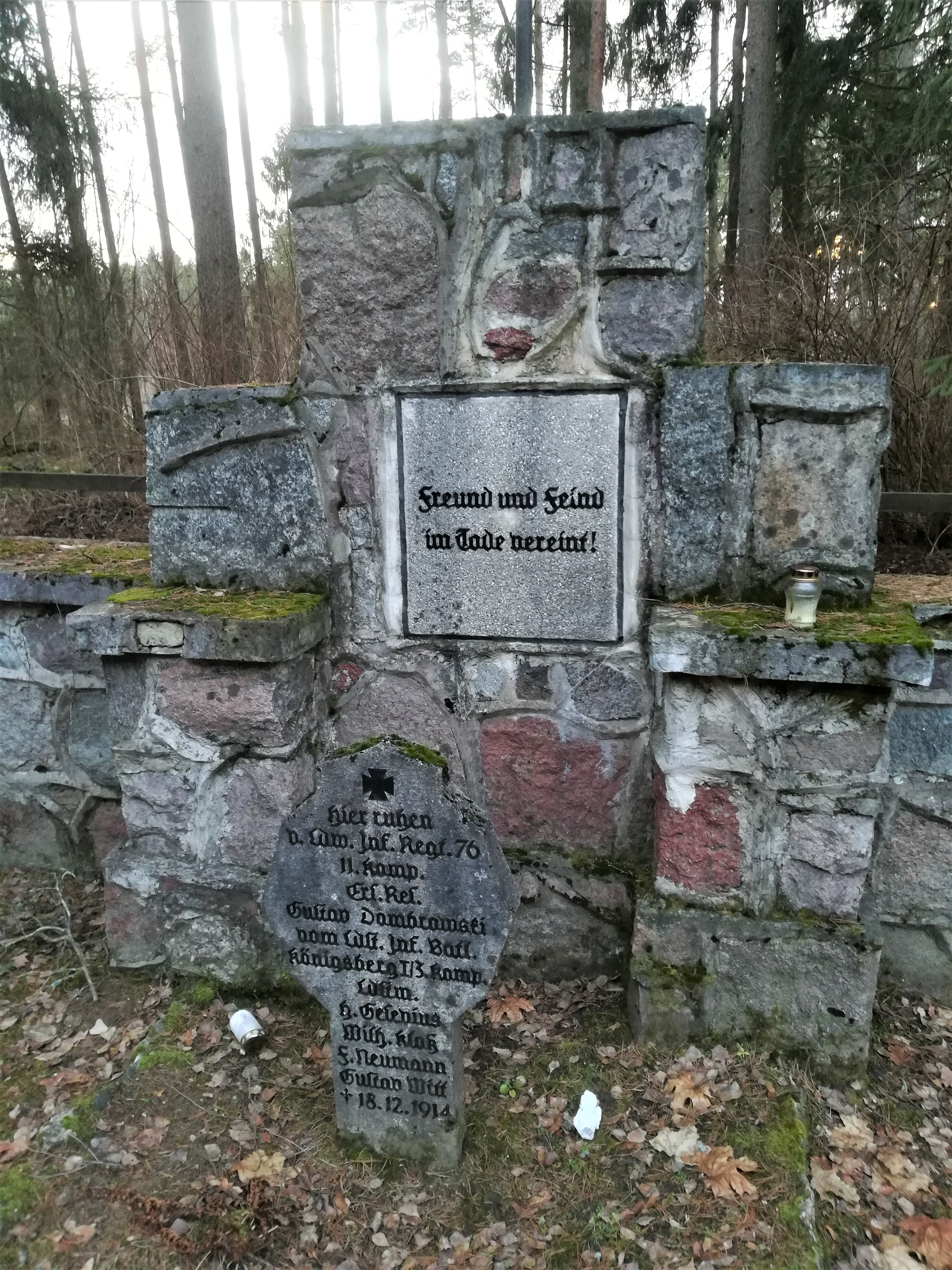
Pomnik centralny